# موزلی (ویرجینیا)
موزلی (به انگلیسی: Moseley) یک منطقهٔ مسکونی در ایالات متحده آمریکا است که در شهرستان چسترفیلد، ویرجینیا واقع شده‌است.